# Terrat

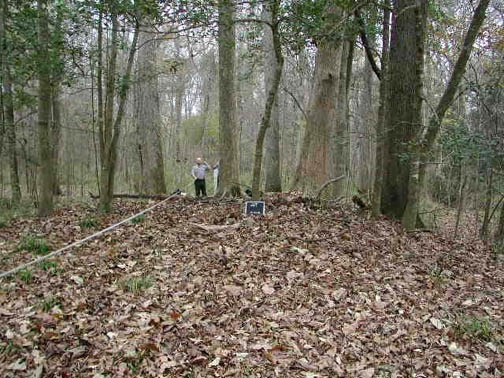
Le Cook's Lake Cattle Mound, un terrat dans le parc national de Congaree, en Caroline du Sud.

Un terrat est un monticule érigé dans une zone inondable exploitée pour l'élevage afin de servir de refuge au bétail en cas d'inondation. Le terrat devient alors une île artificielle où les bêtes peuvent attendre la décrue au sec.
Dans le parc national de Congaree, en Caroline du Sud, aux États-Unis, six terrats sont inscrits au Registre national des lieux historiques : le Big Lake Cattle Mound, le Brady's Cattle Mound, le Cook's Lake Cattle Mound, le Cooner's Cattle Mound, le Dead River Cattle Mound et le Cattle Mound No. 6.